# NORゲート
| 入力 | 入力 | 出力    |
| A    | B    | A NOR B |
| L    | L    | H       |
| L    | H    | L       |
| H    | L    | L       |
| H    | H    | L       |

NORゲートのみで構成した全加算器

NORゲート（ノアゲート）は否定論理和の論理ゲートであり、その（論理的な）動作は、否定論理和すなわち、全ての入力の論理和（OR）をとったものの反転（NOT）である。つまり、全ての入力がLowの場合のみ出力がHighになり、Highの入力がひとつでもある場合はLowを出力する。
NANDゲート（否定論理積）と同様 functional complete である（詳細は否定論理積#完全性を参照）。

## 記号
MIL論理記号及びANSI、IEC、DINのそれぞれにおけるNORの記法を以下に示す。
|               |          |          |
| MIL/ANSI 記号 | IEC 記号 | DIN 記号 |

## ハードウェアの解説とピン配置

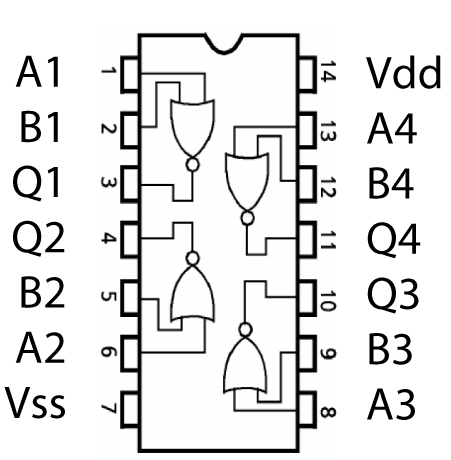
NORゲートを実装した汎用ロジックIC 4001 のピン配置

NORは、汎用ロジックICではNANDに次ぐ基本的な製品として、バリエーション等が最も豊富な一群のひとつである。74シリーズについてはTTLの7402等の他、74HC02他のCMOS版など多数のバリエーションがある。
- 74シリーズ
  - 7402: 2入力NORゲート×4
  - 7427: 3入力NORゲート×3
  - 7425: 4入力NORゲート×2
  - 74260: 5入力NORゲート×2
  - 744078: 8入力NORゲート×1
- 4000シリーズ（CMOS）
  - 4001: 2入力NORゲート×4
  - 4025: 3入力NORゲート×3
  - 4002: 4入力NORゲート×2
  - 4078: 8入力NORゲート×1

さらに古いRTLやECLといった方式ではNORゲートは効率がよかったため多用されていた。

## 実装
下の左端の図はNMOSで2入力NORゲートを構成した例である。入力のどちらかでもHIGHになれば、対応するMOSFETがONになり、出力をLOWにする。そうでない場合はプルアップ抵抗で出力をHIGHに保っている。下の右端の図はCMOSテクノロジーによる2入力NORゲートの回路図である。入力に付加されているダイオードと抵抗器はCMOS部品を静電放電から守るためのもので、論理的には何の機能もない。
|  |  |  |

### 代替実装
NORゲートが入手できない場合、NANDゲートを使って下の図のようにNORゲートを構成できる。NANDゲートやNORゲートは、どちらもそれだけで任意の論理ゲートを構成可能である。
|  |  |